# Glypta bicarinata
Glypta bicarinata là một loài tò vò trong họ Ichneumonidae.